# Craig Kellman
Craig Kellman, né le 28 septembre 1971 à Los Gatos, Californie (États-Unis), est un animateur américain.